# Agnes Börjesson

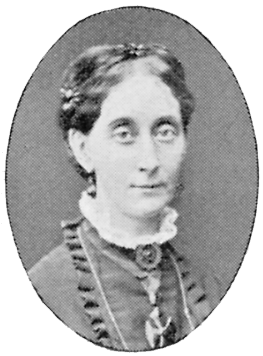
Agnes Börjesson, zeitgenössisches Porträtfoto (Buchillustration)

Agneta Fredrika „Agnes“ Börjesson (* 1. Mai 1827 in Uppsala, Schweden; † 26. Januar 1900 in Alassio, Italien) war eine schwedische Porträt-, Interieur- und Genremalerin der Düsseldorfer Schule.

## Leben
Agnes Börjesson war die Tochter des schwedischen Geistlichen, Literaturkritikers und Dramatikers Johan Börjesson (1790–1866) und seiner Ehefrau Fredrika Gustavfa, geborene Fock, sowie Enkelin des schwedischen Barons, Offiziers und Regierungsbeamten Berndt Wilhelm Fock (1763–1836). Neben Amalia Lindegren, Jeanette Holmlund und Lea Lundgren war sie eine der vier Studentinnen, die in der Mitte des 19. Jahrhunderts, in dem Frauen die Aufnahme in Akademien grundsätzlich verwehrt war, ausnahmsweise an der Königlichen Kunstakademie Stockholm zugelassen wurden. Ihre Zulassung im Jahr 1849 verdankte sie der Empfehlung von Professor Carl Gustaf Qvarnström. 1852/1853 setzte sie ihre Ausbildung als Kunstmalerin bei Constantin Hansen in Kopenhagen fort. 1854 bis 1856 nahm sie Unterricht bei Johan Christoffer Boklund in Stockholm. Weitere Stationen ihrer Ausbildung waren 1856 Paris und Düsseldorf, wo sie sich zwischen 1856 und 1865 von dem Schweizer Genremaler Benjamin Vautier und zwischen 1868 und 1871 von dem Historienmaler Wilhelm Sohn privat unterrichten ließ. In Düsseldorf und zeigte sie neuere Arbeiten in den „Permanenten Kunstausstellungen“ von Eduard Schulte und Bismeyer & Kraus. Unter Vautiers Einfluss entstanden nun auch Kompositionen mit historischen Motiven aus dem 17. und 18. Jahrhundert. Börjesson übersiedelte anschließend nach Venedig und unternahm zahlreiche Reisen. Neben Deutschland und Italien, wo sie sich mit Sofie Ribbing auch länger in Rom aufhielt, besuchte sie Spanien und Marokko. Der Kontakt zu ihrem Heimatland Schweden bestand jedoch weiterhin: 1850 bis 1880 war sie mit ihren Arbeiten in den Ausstellungen der Stockholmer Akademie vertreten, zu deren Mitglied sie 1872 gewählt wurde, sowie 1897 in der „Allmänna konst- och industriutställningen“ (Stockholmsutställningen) auf Djurgården.
In Breslau zeigte sie 1869 die Komposition Die Überraschung. In der Kunstausstellung der Wiener Weltausstellung 1873 hing ihr Gemälde Der Abschied. In der Berliner Akademischen Kunstausstellung 1878 war sie mit den Gemälden Römische Osteria und Tarantella vertreten.

## Werk (Auswahl)
- Im Atelier, 1869

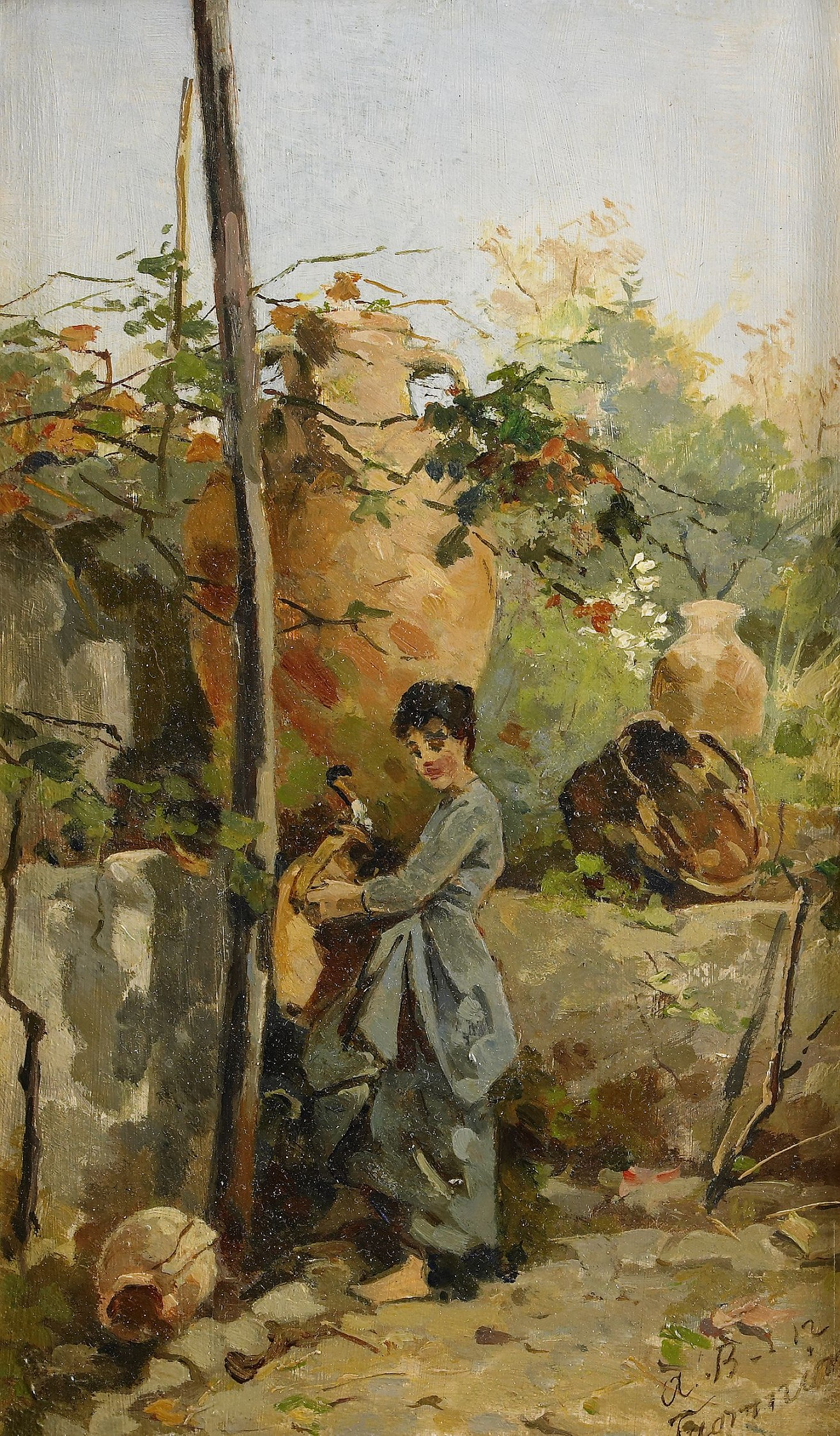
Italienerin am Brunnen (Motiv aus Taormina, Sizilien)

- Får jag bjuda på vindruvor? (Darf ich Trauben anbieten?), 1879
- Mädchen in südländischer Tracht, 1886
- Italienerin am Brunnen (Motiv aus Taormina, Sizilien)
- Ansicht mit Santa Maria della Salute, Venedig
- Loggia in Assisi
- Schreibende Dame, 1868, Göteborg, Kunstmuseum[6]
- Aus Venedig, Malmö, Kunstmuseum
- Straße in Terracina, Malmö, Kunstmuseum
- Alte Erinnerungen, 80 × 60 cm; bezeichnet „Ag. Börjesson Düss./1870“, Stockholm, Nationalmuseum
- Kanalszene in Venedig, 28 × 40 cm; bezeichnet „AB“, Stockholm, Nationalmuseum
- Inneres der Markuskirche in Venedig, Stockholm, Kunstakademie[7]